# Cisural
Cisural je nejstarším oddělením geologické periody permu. Začal přibližně před 299 miliony let a skončil před 272 miliony let. Předcházel mu pennsylvanian (nazývaný také „svrchní karbon“) a následoval po něm guadalup. Hranicí cisuralu je výskyt druhu Streptognathodus isolatus z třídy Conodonta.

## Název
Cisural byl pojmenován podle fosilních nálezů ze západního úpatí pohoří Ural (typovou lokalitou je údolí říčky Ajdaralaš v Aktobské oblasti). V této době zde vznikla ropná ložiska v okolí Išimbaje. Název navrhl roku 1982 John Bruce Waterhouse a byl schválen Mezinárodní stratigrafickou komisí v roce 1996. Ve střední Evropě odpovídá cisuralu litostratigrafická jednotka Rotliegend.

## Život v cisuralu
V tomto období se formoval superkontinent Pangea. Počátkem cisuralu skončila pozdně paleozoická doba ledová a ustupovaly ledovce. Díky oteplení prospíval hmyz a vzhledem k vysoké vlhkosti pokrývaly značnou část pevnin bažiny. Typickou vegetací byly plavuně a kapradiny. Živili se jimi býložravci jako např. obojživelník Diadectes. Rozvoj zaznamenali synapsidi, např. Tetraceratops, Ophiacodon nebo Dimetrodon. V moři žil Helicoprion, lišící se od recentních žraloků ozubenou spirálou v dolní čelisti. V závěru cisuralu nastalo tzv. Olsonovo vymírání, jež se dotklo převážně pelykosaurů.

## Dělení
Cisural se dělí na čtyři stupně.
- assel (začal před 293 miliony let)
- sakmar (začal před 290 miliony let)
- artinsk (začal před 283 miliony let)
- kungur (začal před 273 miliony let)

## Galerie

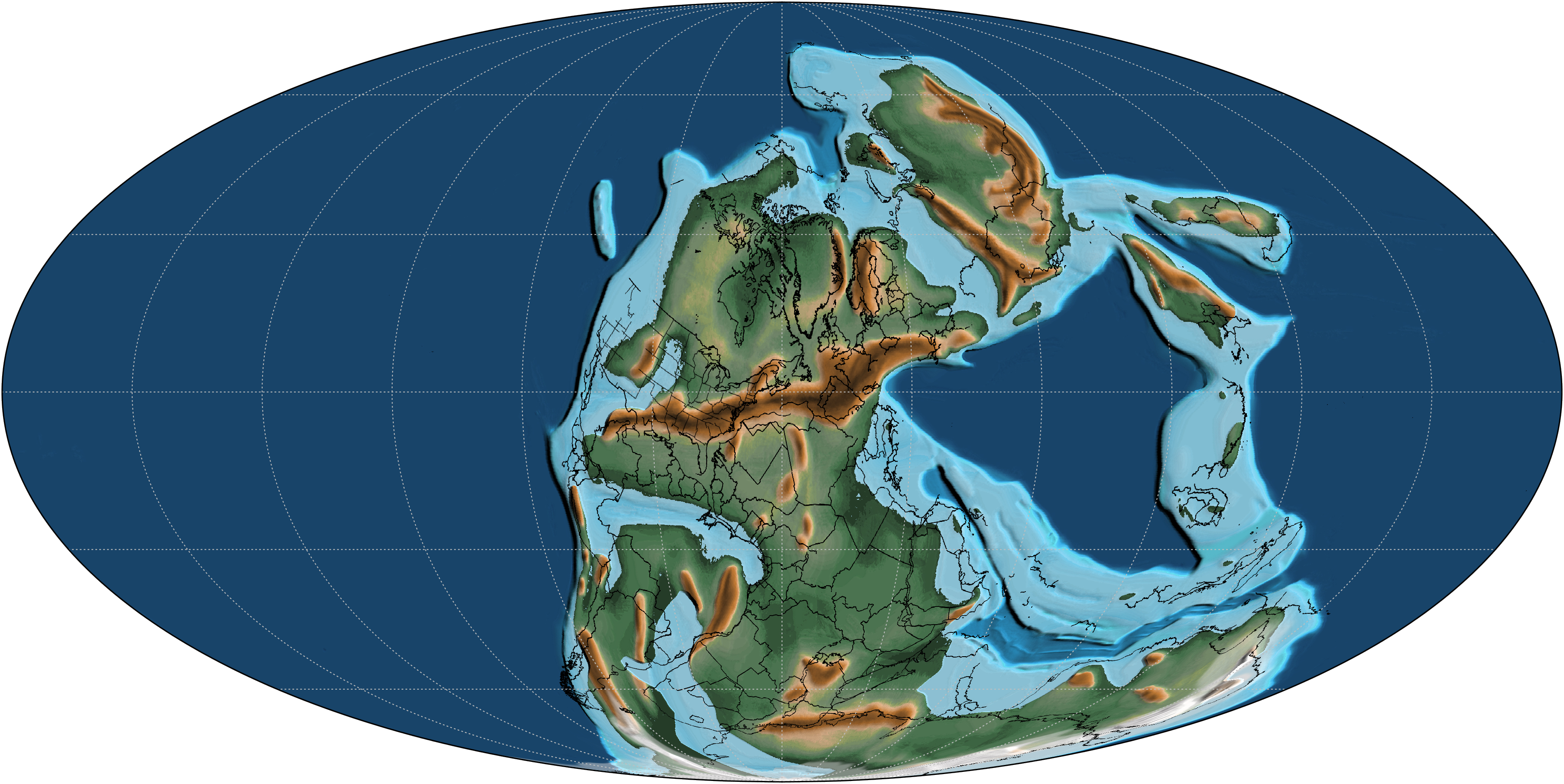
Mapa světa v období cisuralu
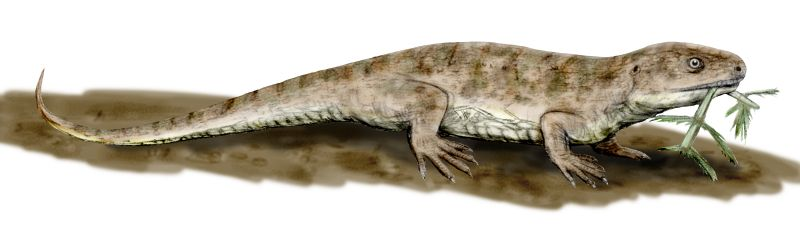
Plaz Captorhinus
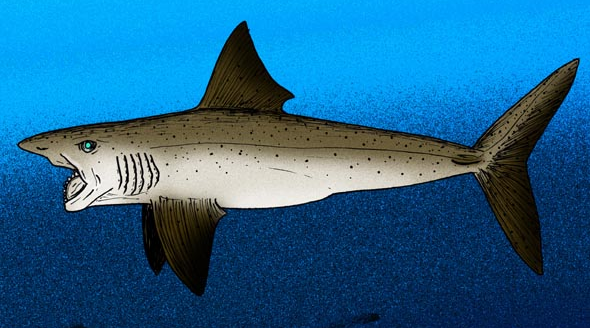
Paryba Helicoprion
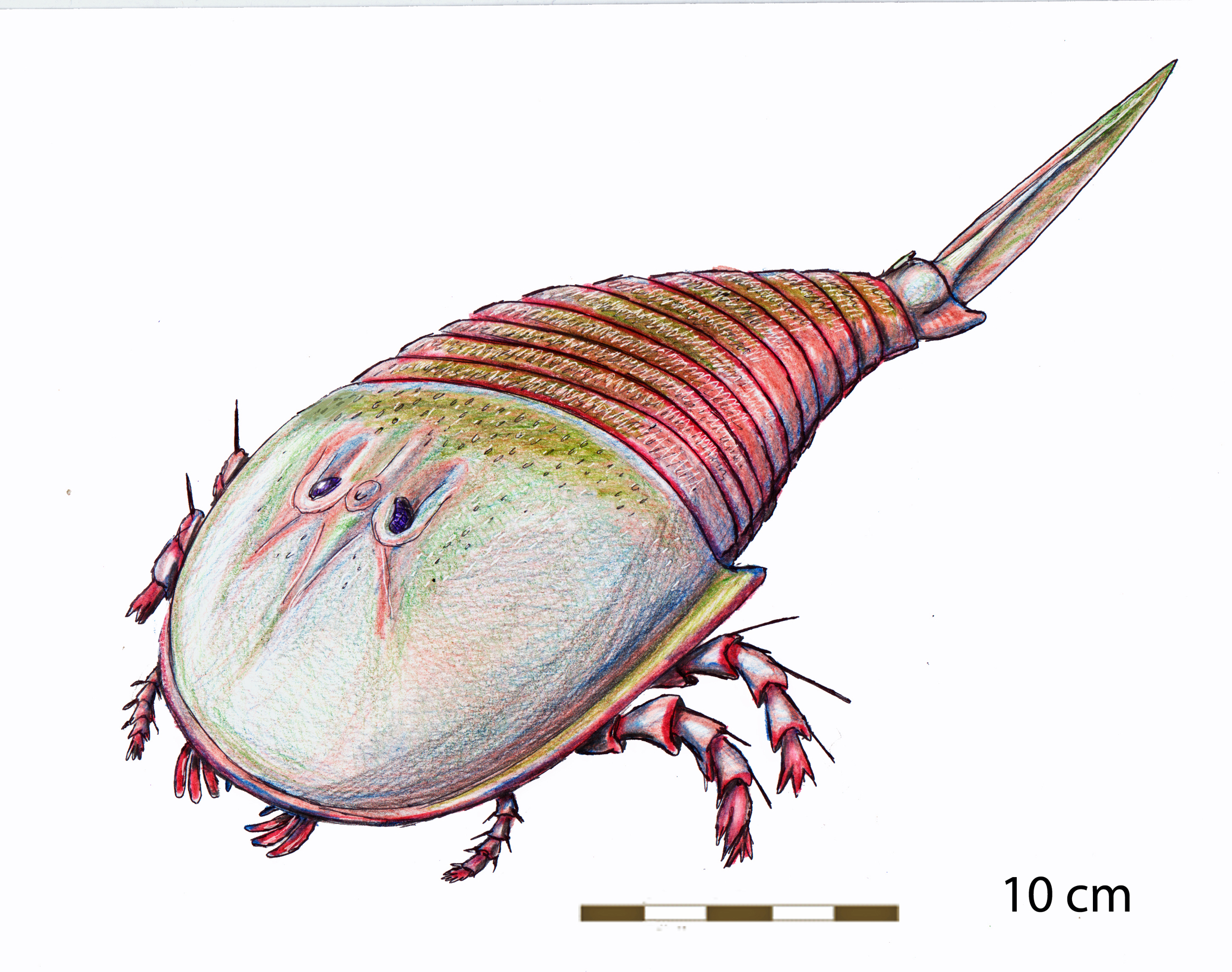
Kyjonožec Campylocephalus
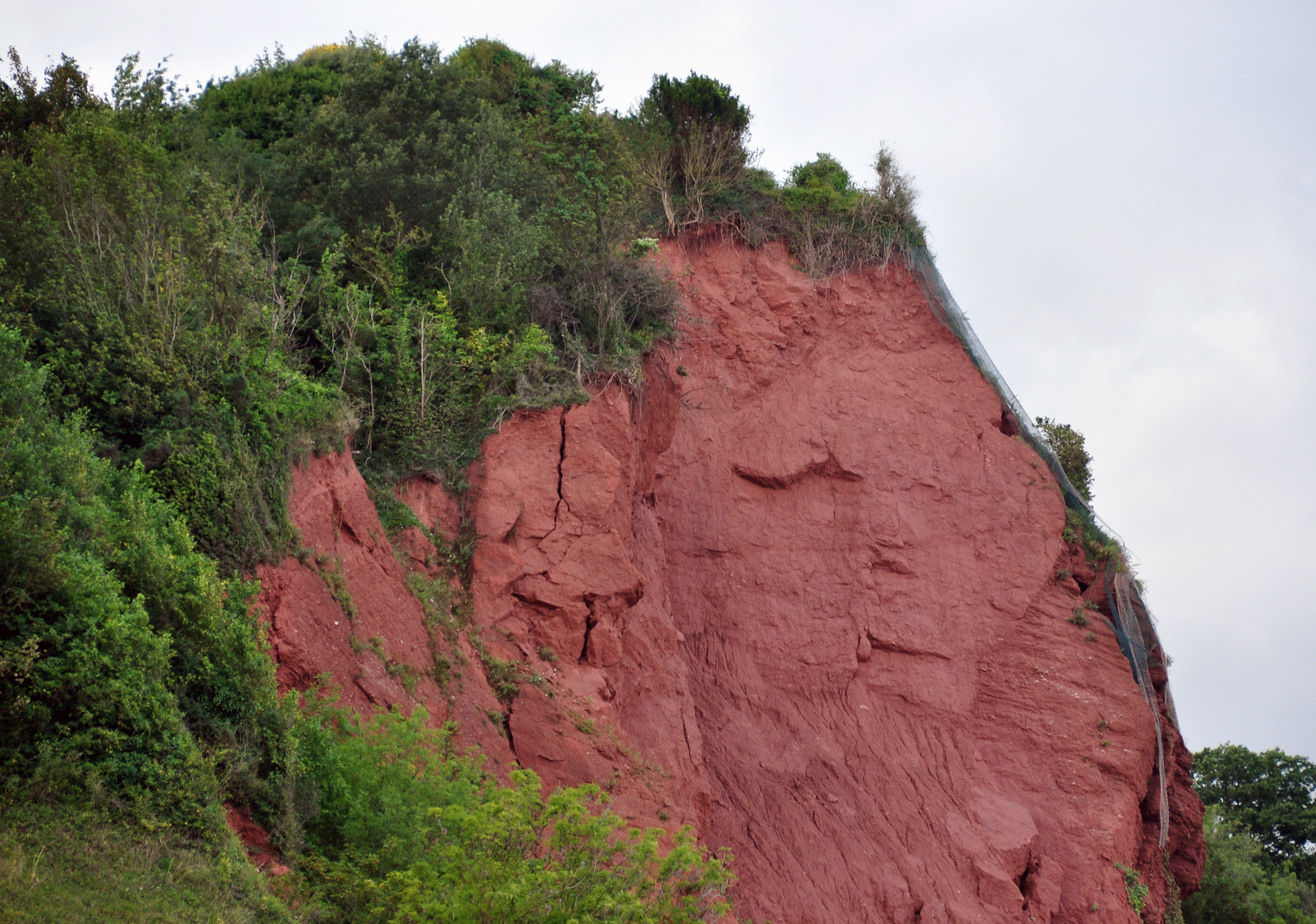
Útes v Devonu pocházející z období cisuralu